# FK Khazar Lankaran
Hazar Lankaran (în azeră Xəzər Lənkəran Futbol Klubu) este un club de fotbal din Lankaran, Azerbaidjan, care evoluează în Prima Ligă Azeră.

## Palmares
Yuksak Liga
- Campioni - 2006-07

Cupa azeră
- Câștigătoare: • 2006-07: Khazar Lankaran - MKT Araz 1-0

• 2007-08: Khazar Lankaran - Inter Baku 2-0
• 2010-11: Khazar Lankaran - Inter Baku 1-1 (4 - 2p.)
Cupa CSI
- Câștigătoare: 2008

## Competiții UEFA de club
| Competiție              | Meciuri | Victorii | Egaluri | Înfrângeri | Goluri marcate | Goluri primite |
| ----------------------- | ------- | -------- | ------- | ---------- | -------------- | -------------- |
| Liga Campionilor        | 2       | –        | 1       | 1          | 2              | 4              |
| Cupa UEFA/Europa League | 12      | 1        | 5       | 6          | 10             | 18             |
| Total                   | 14      | 1        | 6       | 7          | 12             | 22             |

| Sezon   | Competiție         | Rundă | Țară              | Club             | Acasă | Deplasare | Rezultat |
| ------- | ------------------ | ----- | ----------------- | ---------------- | ----- | --------- | -------- |
| 2005/06 | Cupa UEFA          | 1Q    | Republica Moldova | FC Nistru Otaci  | 1–2   | 1–3       | 2–5      |
| 2007/08 | Liga Campionilor   | 1Q    | Croația           | NK Dinamo Zagreb | 1–1   | 1–3 (aet) | 2–4      |
| 2008/09 | Cupa UEFA          | 1Q    | Polonia           | Lech Poznań      | 0–1   | 1–4       | 1–5      |
| 2010/11 | UEFA Europa League | 1Q    | Republica Moldova | Olimpia          | 1–1   | 0–0       | 1–1      |
| 2011/12 | UEFA Europa League | 2Q    | Israel            | Maccabi Tel Aviv | 0–0   | 1–3       | 1–3      |
| 2012/13 | UEFA Europa League | 1Q    | Estonia           | Nõmme Kalju      | 2–2   | 2–0       | 4–2      |
| 2012/13 | UEFA Europa League | 2Q    | Polonia           | Lech Poznań      | 1–1   | 0–1       | 1–2      |

## Lotul curent
Actualizare 9 mai 2013
| Nr. |             | Poziție | Jucător                     |
| --- | ----------- | ------- | --------------------------- |
| 3   | Brazilia    | F       | Vanderson Scardovelli       |
| 4   | Spania      | F       | Álvaro Silva                |
| 5   | Azerbaidjan | F       | Elnur Allahverdiyev         |
| 7   | Mali        | M       | Tounkara Sadio              |
| 8   | Brazilia    | F       | Éder Bonfim                 |
| 9   | Azerbaidjan | M       | Uğur Pamuk                  |
| 10  | Azerbaidjan | M       | Elnur Abdullayev            |
| 14  | Azerbaidjan | M       | Rahid Amirguliyev (captain) |
| 17  | Azerbaidjan | M       | Kazım Kazımlı               |

| Nr. |             | Poziție | Jucător             |
| --- | ----------- | ------- | ------------------- |
| 21  | Bulgaria    | F       | Radomir Todorov     |
| 24  | Turcia      | A       | Gökhan Güleç        |
| 25  | Azerbaidjan | P       | Orkhan Sadigli      |
| 27  | România     | F       | Adrian Scarlatache  |
| 30  | Spania      | P       | Toni Doblas         |
| 42  | Azerbaidjan | M       | Kamran Abdullazadeh |
| 55  | Azerbaidjan | A       | Ağabala Ramazanov   |
| 97  | Azerbaidjan | A       | Elnur Jafarov       |
| 99  | Croația     | M       | Marin Oršulić       |

## Antrenori
- Nazim Suleymanov (2004)
- Rasim Kara (2004–05)
- Nazim Suleymanov (2005)
- Șenol Fidan (as a caretaker) (2005)
- Viktor Pasulko (2006)
- Agaselim Mirjavadov (2006–2008)
- Rasim Kara (2008–2009)
- Igor Ponomarev (2009–2009 )
- Agaselim Mirjavadov (2009 – 2010)
- Mircea Rednic (2010 - 2011)
- Cüneyt Biçer (din 2011)